# Sergej Joeran
Sergej Nikolajevitsj Joeran (Russisch: Сергей Николаевич Юран) (Loehansk, 11 juni 1969) is een voormalig Oekraïens-Russisch voetballer, die als aanvaller onder meer voor Spartak Moskou speelde. Na zijn actieve loopbaan stapte hij het trainersvak in.

## Clubcarrière
Behalve voor Spartak Moskou speelde Joeran verder voor Dinamo Kiev, SL Benfica, FC Porto, Millwall, Fortuna Düsseldorf en VfL Bochum. Hij sloot zijn loopbaan in 2001 af bij de Oostenrijkse club Sturm Graz.

## Interlandcarrière
Joeran vertegenwoordigde de nationale teams van de Sovjet-Unie (dertien interlands), het Gemenebest van Onafhankelijke Staten (drie interlands) en Rusland (25 interlands). Hij nam met Rusland deel aan het WK voetbal 1994 in de Verenigde Staten, waar de ploeg in de eerste ronde werd uitgeschakeld. Namens Rusland scoorde hij vijf keer.
| Interlanddoelpunten | Interlanddoelpunten | Interlanddoelpunten  | Interlanddoelpunten | Interlanddoelpunten | Interlanddoelpunten | Interlanddoelpunten | Interlanddoelpunten |
| №                   | Datum               | Wedstrijd            | Goal(s)             | Score               | Uitslag             | Competitie          |                     |
| ------------------- | ------------------- | -------------------- | ------------------- | ------------------- | ------------------- | ------------------- | ------------------- |
| namens Sovjet-Unie  |                     |                      |                     |                     |                     |                     |                     |
| 1                   | 13 juni 1991        | Zweden – Sovjet-Unie | 69'                 | 1 – 1               | 2 – 3               | Oefeninterland      |                     |
| 2                   | 13 november 1991    | Cyprus – Sovjet-Unie | 79'                 | 0 – 2               | 0 – 3               | EK-kwalificatie     |                     |
| namens Rusland      |                     |                      |                     |                     |                     |                     |                     |
| 3                   | 14 oktober 1992     | Rusland – IJsland    | 65'                 | 1 – 0               | 1 – 0               | WK-kwalificatie     |                     |
| 4                   | 28 oktober 1992     | Rusland – Luxemburg  | 5'                  | 1 – 0               | 2 – 0               | WK-kwalificatie     |                     |
| 5                   | 28 april 1993       | Rusland – Hongarije  | 85'                 | 3 – 0               | 3 – 0               | WK-kwalificatie     |                     |
| 6                   | 11 oktober 1997     | Rusland – Bulgarije  | 42' (pen.)          | 3 – 0               | 4 – 2               | WK-kwalificatie     |                     |
| 7                   | 25 maart 1998       | Rusland – Frankrijk  | 2'                  | 1 – 0               | 1 – 0               | Oefeninterland      |                     |

## Erelijst
Dinamo Kiev
- Landskampioen Sovjet-Unie

1990
- USSR Cup

1990
 SL Benfica
- Portugees landskampioen

1994
- Taça de Portugal

1993
 FC Porto
- Portugees landskampioen

1995
 Spartak Moskou
- Russisch landskampioen

1999